# 國道119號 (日本)
國道119號（日语：／ Kokudō Hyakujūkyū-gō）是全線位於日本栃木縣境內的一般國道，連接日光市與縣廳所在地宇都宮市，全長63.9公里。國道119號大致沿江户时代連接江戶及日光的神社與寺院之日光街道。

## 路線

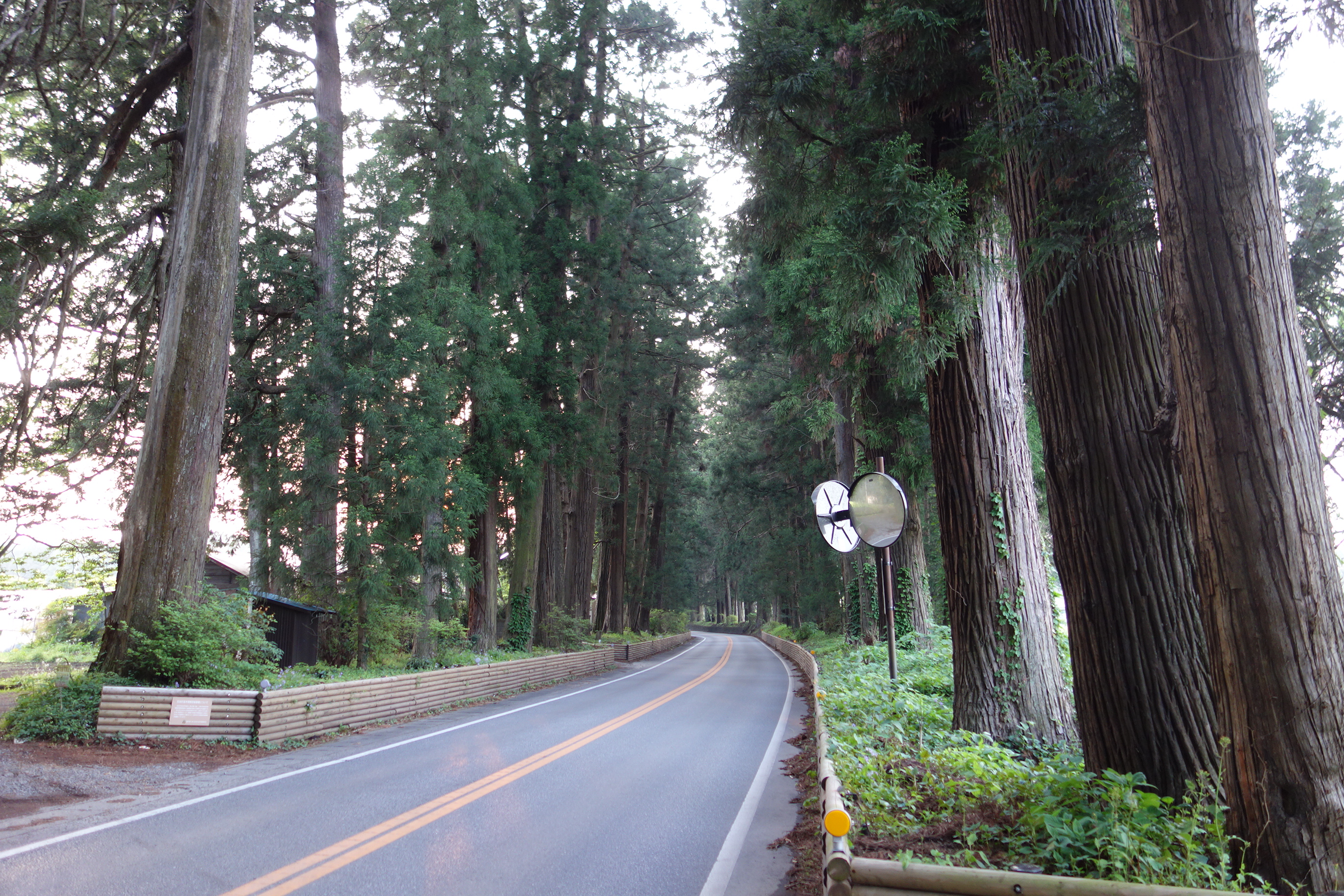
沿日光杉並木的國道119號

國道119號使用兩條道路。第一條道路幾乎全線沿原日光街道，自日光市輪王寺附近國道120、122號至宇都宮市中心南部與國道4號交叉點。第二條道路沿日光宇都宮道路，自日光交流道至東北自動車道東端。這兩條道路全長63.9公里。

### 日光街道
道路沿原日光街道的部份全長39.4公里。這條國道119號路線構成日本浪漫街道的一部份，跨越栃木縣與長野縣。《吉尼斯世界纪录》認定此道路為世界最長林蔭道日光杉並木的一部份。
道路始於日光市輪王寺附近國道120、122號與栃木縣道247號日光今市線交叉點。自該處向西南穿過市中心，開始平行於東武日光線與日光宇都宮道路。在今市，道路與國道121號、國道352、461號有交叉點，與前兩者有短暫共線。進入宇都宮市後，道路開始逐漸向南彎曲，仍平行於日光宇都宮道路，但遠離東武日光線。
道路在宇都宮市西北部與國道293號有交叉點。再往南，道路穿過東北自動車道下方，不直接與之相連，而是與宇都宮北道路及國道119號輔路相交於地下道南面。宇都宮北道路及國道119號在與宇都宮環狀道路相交前平行延伸一小段距離，輔路向東彎曲至末端，而主路繼續向南延伸至宇都宮市中心。在宇都宮市中心，道路向南蜿蜒穿過宇都宮市役所、栃木縣廳、東武宇都宮車站等關鍵地點，然後在與國道4號交叉點向南不到2公里處結束。

### 日光宇都宮道路
日光宇都宮道路指定為國道119號的部份全長24.5公里，可讓排量不少於125毫升的機動車通行，設計標準與日本大多數國道相似，分4個車道，限速80公里/小時。

## 歷史
國道119號大部份原為江户幕府所建立日光街道的最北端，連接江戶及日光的神社與寺院。二級國道119號由內閣於1953年（昭和28年）在上都賀郡日光町（現日光市）與宇都宮市間沿既有道路建立，主要由日光街道在兩地間的部份組成。1965年（昭和40年），內閣將一級國道與二級國道統一為一般國道。
1988年（昭和63年），宇都宮市頒布規定，禁止在日光街道沿線綠樹成蔭的路段安裝新的大型廣告。2018年（平成30年）5月16日，國道部份改道，以保護因繁忙交通惡化的日光杉並木。

## 主要交叉點
國道119號全線位於栃木縣境內。國道119號的日光宇都宮道路路線參見日光宇都宮道路。
| 日光市                                     | 0.0  | 0.0  | 國道120號 西／國道122號南行至中禪寺湖、沼田市 · 栃木縣道247號日光今市線東行                                                        | 國道西端               |
| 日光市                                     | 1.4  | 0.87 | 栃木縣道169號栗山日光線北行至栗山、霧降高原                                                                                        |                        |
| 日光市                                     | 1.5  | 0.93 | 栃木縣道14號鹿沼日光線南行 |                        |
| 日光市                                     | 1.7  | 1.1  | 栃木縣道203號日光停車場線北行至日光                                                                                                |                        |
| 日光市                                     | 8.0  | 5.0  | 國道121號 北／國道352號西行至川治、鬼怒川                                                                                          | 國道121、352號共線西端 |
| 日光市                                     | 8.4  | 5.2  | 栃木縣道62號今市氏家線東行至下今市 栃木縣道229號今市停車場線南行至今市                                                             |                        |
| 日光市                                     | 8.5  | 5.3  | 國道121號 南／國道352號東行至鹿沼市                                                                                                | 國道121、352號共線東端 |
| 日光市                                     | 9.8  | 6.1  | 國道461號東行至鬼怒川、矢板市 |                        |
| 日光市                                     | 11.3 | 7.0  | 國道121號 (板橋繞道)南行至日光宇都宮道路、鹿沼市                                                                                   |                        |
| 日光市                                     | 14.0 | 8.7  | 栃木縣道279號大桑大澤線北行至鬼怒川、大桑                                                                                          |                        |
| 日光市                                     | 15.8 | 9.8  | 栃木縣道110號下野大澤停車場線西行至日光宇都宮道路、下野大澤                                                                        |                        |
| 日光市                                     | 16.3 | 10.1 | 栃木縣道22号大澤宇都宮線南行至豬倉                                                                                                 |                        |
| 日光市                                     | 16.9 | 10.5 | 栃木縣道295號今市體育中心線北行至今市體育中心                                                                                      |                        |
| 宇都宮市                                   | 21.9 | 13.6 | 栃木縣道149號小來川文挾石那田線西行至文挾                                                                                          |                        |
| 宇都宮市                                   | 22.9 | 14.2 | 栃木縣道77號宇都宮船生高德線北行至船生                                                                                             |                        |
| 宇都宮市                                   | 25.4 | 15.8 | 國道293號至鹿沼市、櫻市 |                        |
| 宇都宮市                                   | 28.3 | 17.6 | 國道119號 (宇都宮北道路)至東北自動車道、日光宇都宮道路、國道4號、小山市、栃木市                                                    | 交流道                 |
| 宇都宮市                                   | 32.3 | 20.1 | 栃木縣道3號宇都宮龜和田栃木線／栃木縣道157號下岡本上戶祭線東行 （宇都宮環狀道路）至國道4號、宇都宮環狀北道路、櫻市、栃木市、鹿沼市 |                        |
| 宇都宮市                                   | 35.4 | 22.0 | 清住町通至國道4號 |                        |
| 宇都宮市                                   | 35.6 | 22.1 | 栃木縣道22號大澤宇都宮線北行 |                        |
| 宇都宮市                                   | 36.6 | 22.7 | 栃木縣道2號宇都宮栃木線南行至東北自動車道、栃木市 · 栃木縣道70號宇都宮今市線西行至國道293號、大谷                                  |                        |
| 宇都宮市                                   | 36.8 | 22.9 | 栃木縣道10號宇都宮那須烏山線東行至宇都宮、栃木縣廳                                                                                 |                        |
| 宇都宮市                                   | 39.4 | 24.5 | 國道4號 (宇都宮繞道)至古河市、小山市、那須鹽原市、櫻市                                                                             | 國道東端               |
| 1.000英里＝1.609公里；1.000公里＝0.621英里 |      |      | |                        |

## 輔路

### 宇都宮環狀北道路
宇都宮環狀北道路構成宇都宮環狀道路的北段，作為國道119號線的輔路，能繞過狹窄的日光街道，不經由宇都宮市中心而連接國道4號與日光街道。其西端為宇都宮交流道，向西延伸至日光宇都宮道路，東端為宇都宮市東北部的國道4號。1972年（昭和47年）宇都宮環狀北道路開通前，自國道119號至栃木縣東南部與茨城縣的車輛不得不經過宇都宮市中心，交通擁堵。輔路的開通減輕了宇都宮市中心的交通壓力。

## 外部連結
- 维基共享资源上的相關多媒體資源：國道119號